# 美篶村
美篶村（みすずむら）は長野県上伊那郡にあった村。概ね現在の伊那市美篶にあたる。

## 地理
- 河川：三峰川

## 歴史
- 1875年（明治8年）1月23日 - 筑摩県伊那郡芦沢村・笠原村・大島村・川手村・青島村・末広村が合併して美篶村となる。
- 1876年（明治9年）8月21日 - 長野県の所属となる。
- 1879年（明治12年）1月4日 - 郡区町村編制法の施行により上伊那郡の所属となる。
- 1889年（明治22年）4月1日 - 町村制の施行により、美篶村が単独で自治体を形成。
- 1954年（昭和29年）4月1日 - 伊那町・富県村・手良村・東春近村・西箕輪村と合併して伊那市が発足。同日美篶村廃止。